# Vila dos Cabanos

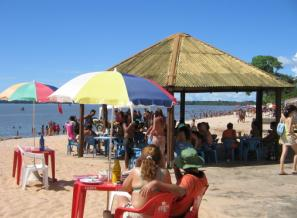
Praia do Caripi in der Nähe von Vila dos Cabanos

Vila dos Cabanos ist eine Siedlung im Gemeindegebiet des Munizips Barcarena im Bundesstaat Pará im Norden von Brasilien. Die Siedlung liegt rund 20 Kilometer südwestlich von Belém und rund 7 km vom Hauptort Barcarena. Sie grenzt direkt an den Badestrand von Caripi (Praia do Caripi) an.
Der Ort ist erreichbar über die PA-483 und PA-151. Ort und Strände liegen am Zusammenfluss der Bucht von Marajó und der Bucht von Capiri, letztere gespeist durch den Rio Capiri.

## Geschichte
Die Siedlung wurde Mitte der 1980er Jahre für Mitarbeiter und Angehörige der Unternehmen Alumina do Norte do Brasil und Alumínio Brasileiro (Albras) als Planstadt erbaut. Die Aluminiumfirmen hatten Grundbesitz erworben und 1985 zwei große Werke im Amazonas-Regenwald in Barcarena nahe zum Flussweg, errichtet. Die Firmensiedlung Vila dos Cabanos entstand als eine offene Siedlung, ausgestattet mit kompletter Infrastruktur wie Straßen, standardisierten Häusern, Schule, Trinkwasserversorgung, Strom, Telefon und Kanalisation.
Vila dos Cabanos wird innerhalb der Stadtverwaltungsstruktur von Barcarena als „micro-área“ (Mikrogebiet) geführt, ebenso wie die zum Gemeindegebiet gehörenden Vila do Conde, Vila de Itupanema und Vila de São Francisco. 
Im Juli 2020 schenkte Albras der Stadt Barcarena ein 70.000 Quadratmeter großes Sportgelände, das in Vila dos Cabanos liegt.
In einer Publikation über urbane Lebensqualität im Amazonasgebiet wurde der Ort auch als Nova Barcarena bezeichnet.